# David Todd Wilkinson
David Todd Wilkinson (Hillsdale, 13 maggio 1935 – Princeton, 5 settembre 2002) è stato un astrofisico e cosmologo statunitense.
Laureatosi all'Università del Michigan sotto la supervisione di H. Richard Crane, è stato insegnante di fisica all'Università di Princeton dal 1965 fino al suo ritiro, avvenuto nel 2002; ne fu direttore dal 1987 al 1990. Considerato tra i primi studiosi della radiazione cosmica di fondo, contribuì in maniera sostanziale ai progetti delle sonde COBE e WMAP; il nome originale di quest'ultima era Microwave Anisotropy Probe (MAP), ma, alla morte di Wilkinson, venne rinominata in Wilkinson Microwave Anisotropy Probe (WMAP) in suo onore. Nel 2001 venne insignito della Medaglia James Craig Watson.